# Objaw Binga
Objaw Binga (odruch Binga) – objaw neurologiczny świadczący o organicznym uszkodzeniu układu piramidowego (ośrodkowego neuronu ruchowego). 
W dodatnim objawie Binga po ukłuciu grzbietowej powierzchni palucha obserwuje się wyprostowanie palucha i zgięcie palców stopy (wraz z ich wachlarzowatym ustawieniem). Objaw ten jest uważany za nieco mniej swoisty i czuły niż objaw Babińskiego, nabiera jednak szczególnej wagi u pacjentów umiejących powstrzymać odpowiedź stopy w odruchu Babińskiego, u których zachodzi konieczność alternatywnego badania.
Opisał go jako pierwszy niemiecko-szwajcarski neurolog Robert Bing.